# Passeport taïwanais
 (juin 2020).
Motif : Traduction à revoir
Le passeport taïwanais (chinois traditionnel : 中華民國護照 ; pinyin : Zhōnghuá Mínguó hùzhào),,, est le passeport délivré aux ressortissants de Taïwan, ou république de Chine (en anglais : Republic of China, ROC).
Le statut et la reconnaissance internationale des passeports taïwanais sont compliqués, en raison du statut politique de Taiwan. La loi sur la citoyenneté de la république populaire de Chine ne considère pas uniquement les résidents de Taïwan, Penghu, Kinmen et Matsu comme ressortissants de la république de Chine : sont également admissibles les Chinois d'outre-mer et certains résidents chinois de Chine continentale, Hong Kong et Macao. En outre, la grande majorité des résidents de Hong Kong, de Macao ou de la partie Continentale de la Chine sont également ressortissants de la république populaire de Chine (RPC) et ne possèdent pas de documents d'identité émis par Taïwan. Les individus dans les deux dernières catégories peuvent être admissibles à un passeport taïwanais sous certaines conditions, mais n'ont pas de système d'enregistrement des ménages à Taïwan, et ainsi ne jouissent pas du droit de séjour à Taïwan. Ainsi, les pays étrangers octroient une exemption de visa pour les détenteurs de passeports taïwanais, pourvu qu'ils ont un numéro d'identité nationale apposé sur le passeport, ce qui signifie que le titulaire possède un droit de séjour à Taïwan.

## Apparence du passeport

### Couverture

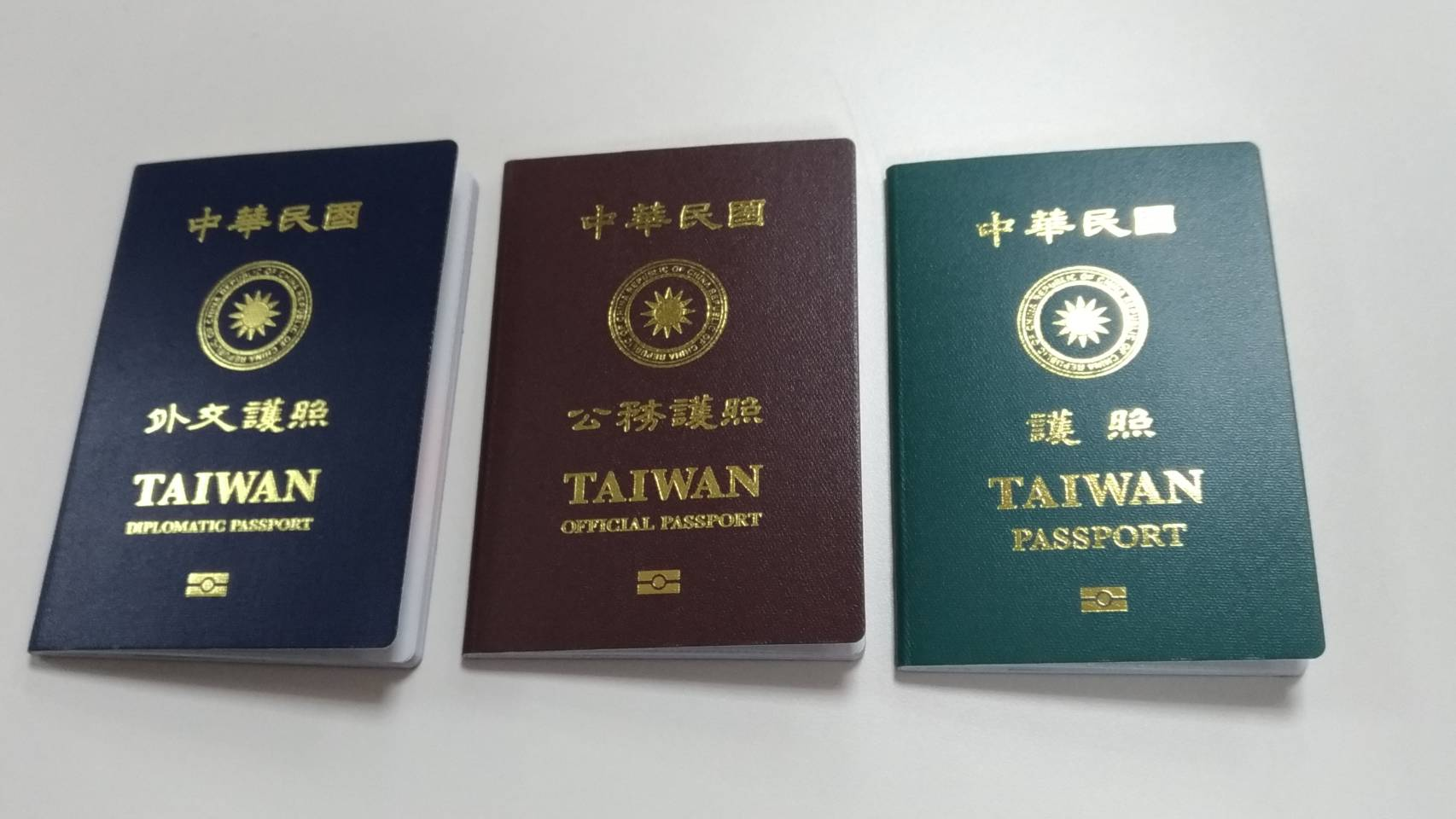
Passeport diplomatique, officiel et national de Taïwan depuis 2021.

Le passeport biométrique actuel est émis depuis le 29 décembre 2008, ce qui fait de Taïwan le 60e pays au monde à émettre de tels passeports. La couverture du passeport taïwanais ordinaire est vert foncé et présente l'emblème national de Taïwan — armoiries de Taïwan — au milieu. Au dessus figure le nom officiel du pays, « République de Chine», à la fois en caractères traditionnels chinois et en anglais, suivi de « Taiwan » en anglais et « Passeport » en chinois traditionnel et en anglais. Au bas se trouve le symbole de passeport biométrique (). La couverture du passeport officiel est brune et indique « Passeport officiel » sur la couverture, tandis que le passeport diplomatique est bleu foncé et mentionne « Passeport diplomatique ».
Selon un sondage réalisé par le Parti du nouveau pouvoir (New Power Party, NPP) et paru le 29 mars 2020, plus de 74 % de la population taïwanaise soutient le changement du nom de son passeport, « Republic of Taiwan » remplaçant « Republic of China », afin d'éviter toute confusion avec le Parti communiste chinois. Le législateur Hsu Young-Ming, président du NPP, précise que les Taïwanais avaient déjà pris l'habitude de coller autocollant un sur la page de couverture de leur passeport pour remplacer le titre d'identité. Il affirme qu'il est temps de modifier officiellement cette première page et de soutenir l'identité indépendante de Taïwan. Hsu a annoncé qu'il organiserait une consultation publique sur la conception du nouveau passeport avant l'été 2020, qui sera présentée au Ministère des Affaires Étrangères.
Le Parti démocrate progressiste (DPP) a exprimé son soutien au changement de nom et suggère une implémentation progressive. Il a soutenu que ce changement améliorerait la reconnaissance de Taïwan mais a souligné que le principal est et sera « la participation substantielle internationale ». Un nouveau design de la page de couverture doit apparaître en janvier 2021,.

Évolution de la couverture du passeport
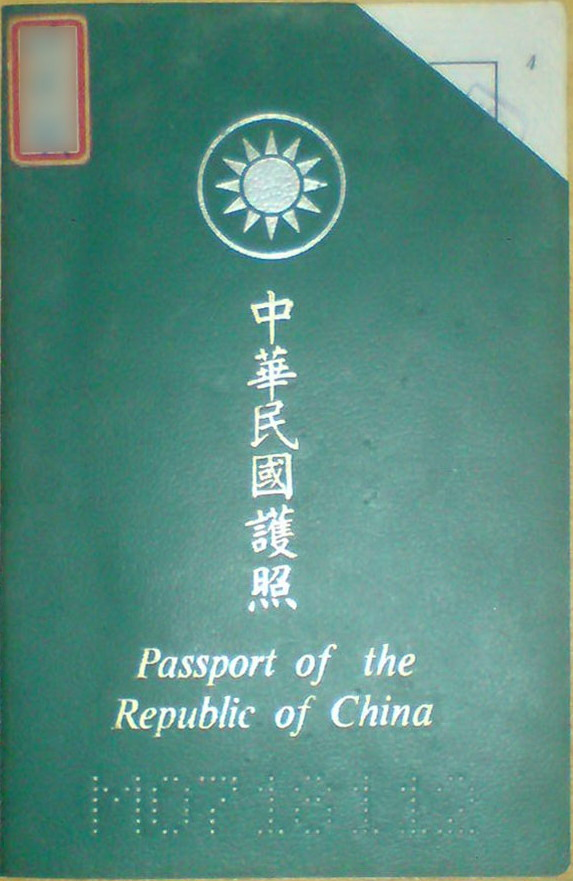
Exemplaire délivré en 1982.
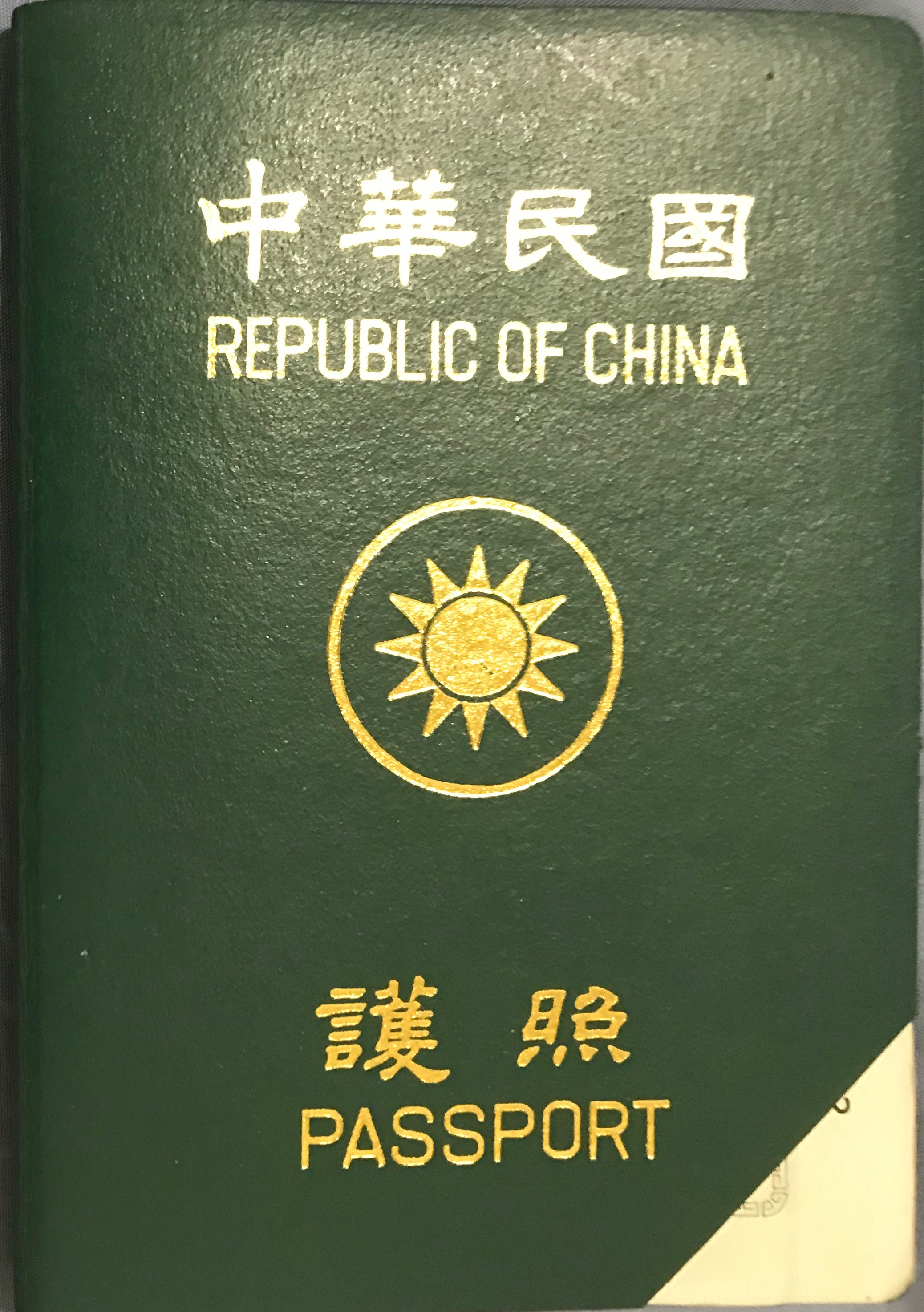
Exemplaire délivré en 2000.
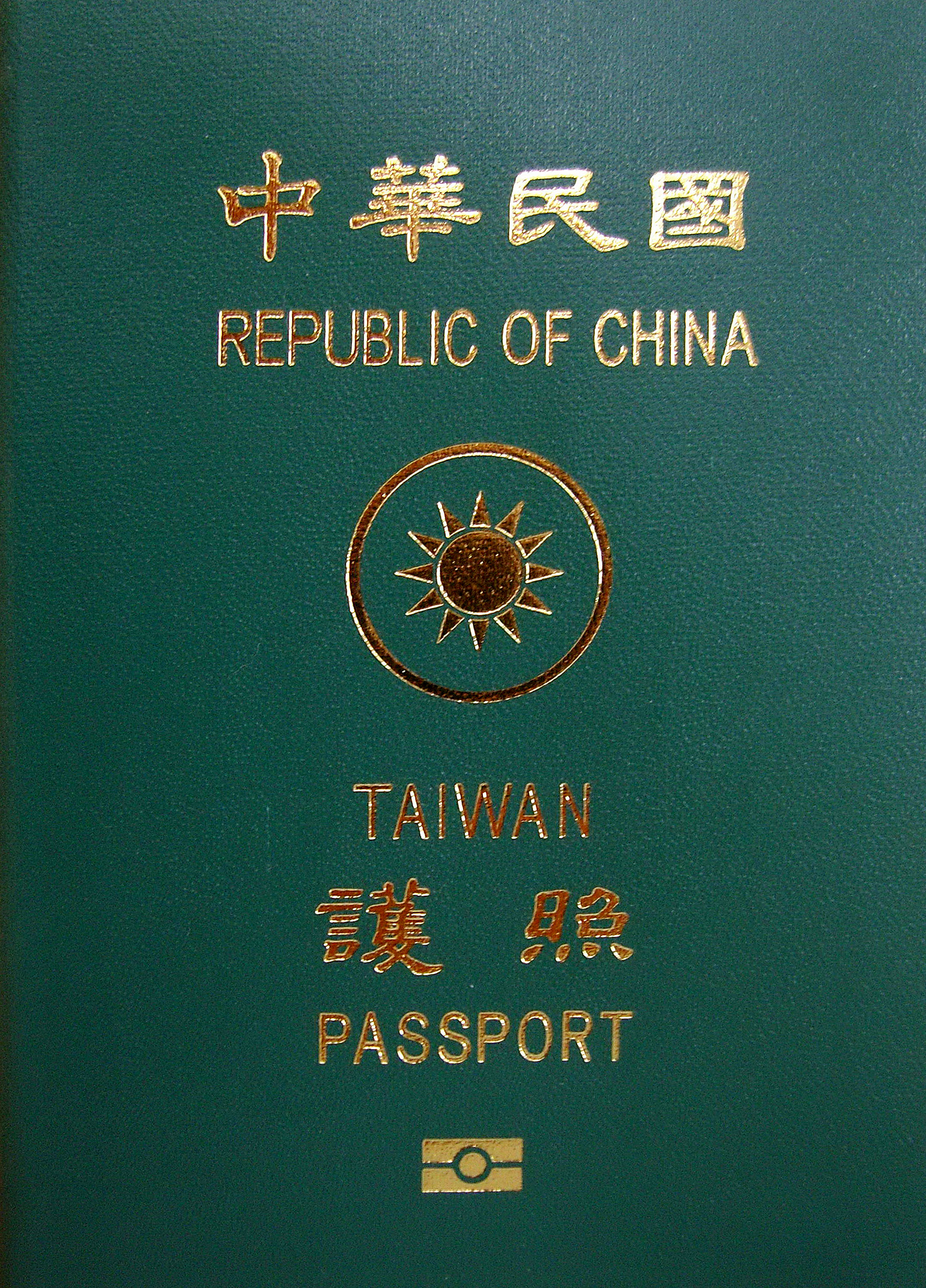
Entre 2006 et 2020.
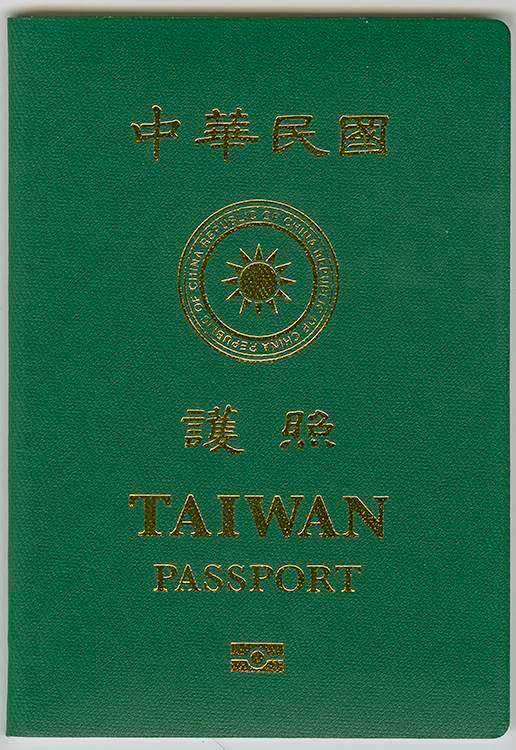
Maquette de la future couverture en vigueur à partir de 2021.

### Première page

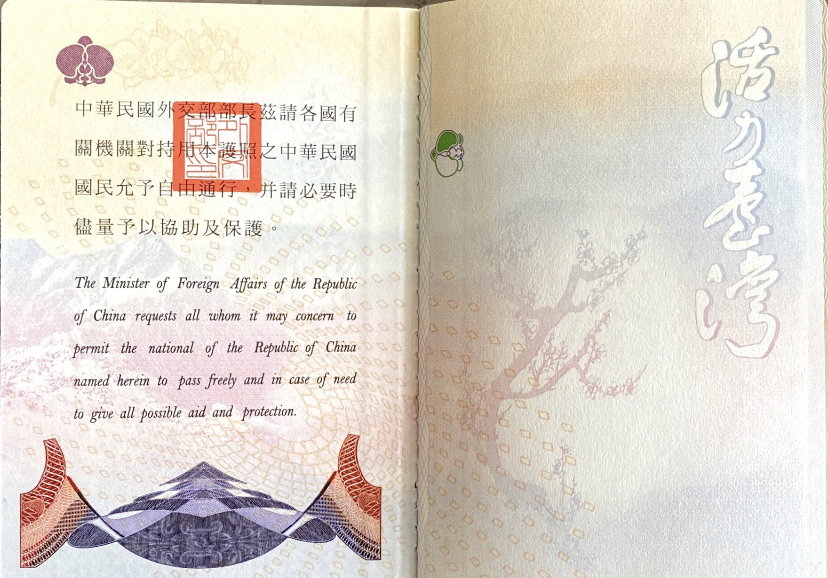
Page de note dans un passeport taïwanais.

La première page du passeport représente la forme de l'île de Taïwan en haut, et inclut le mot TAIWAN en arrière-plan.
En chinois (caractères traditionnels) :
« 中華民國外交部部長茲請各國有關機關對持用本護照之中華民國國民允予自由通行，并請必要時儘量予以協助及保護。 »
En anglais :
« The Minister of Foreign Affairs of the Republic of China requests all whom it may concern to permit the national of the Republic of China named herein to pass freely and in case of need to give all possible aid and protection. »

### Page de données personnelles
| 護 照 Passport                                                                            | 中 華 民 國 REPUBLIC OF CHINA                             | 中 華 民 國 REPUBLIC OF CHINA      | 中 華 民 國 REPUBLIC OF CHINA              | 中 華 民 國 REPUBLIC OF CHINA              |
| ----------------------------------------------------------------------------------------- | --------------------------------------------------------- | ---------------------------------- | ------------------------------------------ | ------------------------------------------ |
| Photo                                                                                     | 形式/Type P                                               | 代碼/Code TWN                      | 護照號碼/Passport No. 300000000            |                                            |
| Photo                                                                                     | 姓名/Name (Surname, Given names) 中文姓名 ...., ....-.... |                                    |                                            |                                            |
| Photo                                                                                     | 外文別名/Also known as ....... ....                       |                                    |                                            |                                            |
| Photo                                                                                     | 國籍/Nationality REPUBLIC OF CHINA                        | 國籍/Nationality REPUBLIC OF CHINA | 身分證統一編號/Personal Id. No. A000000000 | 身分證統一編號/Personal Id. No. A000000000 |
| Photo                                                                                     | 性別/Sex M                                                | 性別/Sex M                         | 出生日期/Date of birth 01 SEP 2003         | Deuxième Photo                             |
| Photo                                                                                     | 發照日期/Date of issue 29 DEC 2008                        | 發照日期/Date of issue 29 DEC 2008 | 出生地/Place of birth TAIWAN               | Deuxième Photo                             |
| Photo                                                                                     | 效期截止日期/Date of expiry 29 DEC 2018                   |                                    |                                            | Deuxième Photo                             |
| Photo                                                                                     | 發照機關/Authority MINISTRY OF FOREIGN AFFAIRS            |                                    |                                            | Deuxième Photo                             |
| P<TWN....<<....<....<<<<<<<<<<<<<<<<<<<<<<<< 3000000003TWN0309010M1812290A000000000<<<<00 |                                                           |                                    |                                            |                                            |

### Données de la page
Personnelles, des données biographiques informations sur la page du titulaire du passeport et de la zone de lecture automatique sont énumérés ci-dessous.
| Données              | Description |
| -------------------- | --- |
| Type                 | P pour les passeports ordinaires, PO pour les passeports officiels, PD pour les passeports diplomatiques |
| Code                 | TWN, l'ISO code de pays pour la république de Chine, répertorié comme "Taiwan, Province de Chine" dans la norme ISO 3166-1 |
| Pas de passeport.    | !un nombre à neuf chiffres, commençant par 3 pour les passeports biométriques |
| Nom                  | Les deux caractères chinois et leur romanisation. |
| Aussi Connu Comme    | Disponible uniquement pour les personnes avec des alias dans d'autres langues |
| Nationalité          | RÉPUBLIQUE DE CHINE |
| Identité Personnelle | Le numéro National taïwanais , qui n'est pas disponibles pour les NWOHRs |
| Sexe                 | M pour masculin, F pour féminin |
| Date de naissance    | JJ MMM AAAA |
| Date d'émission      | JJ MMM AAAA |
| Lieu de naissance    | le nom d'une province ou spéciale de la municipalité s'il est né à Taiwan, ou d'un pays étranger si né à l'étranger. Par exemple: TAIWAN,FUKIEN, la VILLE de TAIPEI, NEW TAIPEI CITY, TAOYUAN CITY, TAICHUNG CITY, de la VILLE de TAINAN, KAOHSIUNG CITY, CANADA                                          |
| Date d'expiration    | JJ MMM AAAA |
| L'autorité           | MINISTÈRE DES AFFAIRES ÉTRANGÈRES pour les passeports délivrés par le MOFA, ou le nom de l'émission mission diplomatique pour les passeports délivrés par un Taiwanais de mission à l'étranger. Tous les passeports biométriques sont délivrés par le MOFA à Taiwan, quel que soit le lieu d'application. |

### Pages intérieures
L'intérieur des pages d'un passeport taïwanais est de couleur pourpre. Son contenu est le suivant :
- La page de données personnelles en page 2
- La Signature en page 3
- Les modifications et les avenants de la page 4 à la page 7
- Des pages de Visa de la page 8 à la page 47
- La rubrique "Remarque" de la page 48 page 50

Des paysages naturels ainsi que de célèbres sites touristiques taïwanais sont imprimés à l'intérieur des pages, chaque page contient également un filigrane transparent de la Montagne de Jade, le plus haut sommet du pays.

### Dos de la couverture
Sans contact puce biométrique, qui est incorporé dans le dos de couverture, avec l'avertissement comme suit.
En Chinois Traditionnel:
本護照內植高感度電子晶片，使用上請視同攜帶式電子產品，並妥善保管。為維持護照最佳效能，請勿折壓、扭曲或在內頁穿孔、裝訂；並勿將護照曝曬於陽光下，或置於高溫、潮濕及電磁環境，或沾染化學藥品。
« This passport contains a sensitive electronic chip, and should be treated with great care in the same way as a portable electronic device. For best performance, please do not bend, twist, perforate or staple the passport. Neither expose it to direct sunlight, extreme temperature or humidity. Avoid electro-magnetic fields or chemical substance.

DO NOT STAMP THIS PAGE »

## Conditions concernant les résidents de Taïwan
Des ressortissants d'enregistrement des ménages dans la Région de Taïwan peuvent s'appliquer pour la délivrance de passeports à partir du Bureau des Affaires Consulaires à Taipei ou ses succursales de Kaohsiung, Hualien et Taichung avec les documents suivants:
En raison du service militaire obligatoire pour les hommes, les restrictions de voyage sont placées sur les citoyens de sexe masculin à partir de l'âge de 15 ans jusqu'à ce qu'ils ont accompli leur service militaire. Lorsque le passeport est délivré à un ressortissant masculin, un cachet avec la mention suivante sera affichée sur les remarques de la page, et d'une étiquette qui décrit le règlement sera attaché au dos de la couverture du passeport.
En Chinois Traditionnel:
持照人出國應經核准，尚未履行兵役義務。
Traduction: Le porteur a besoin d'une permission de voyager à l'étranger et n'a pas encore terminé son service militaire.
Avant de voyager, le titulaire doit demander l'autorisation de voyager à l'étranger avec l'Agence Nationale de l'Immigration ou de la conscription de l'administration à proximité de son lieu de résidence. L'autorisation est accordée sous la forme d'un timbre sur les remarques de la page, y compris la date d'expiration et l'autorité de délivrance.

## Conditions concernant les non-résidents

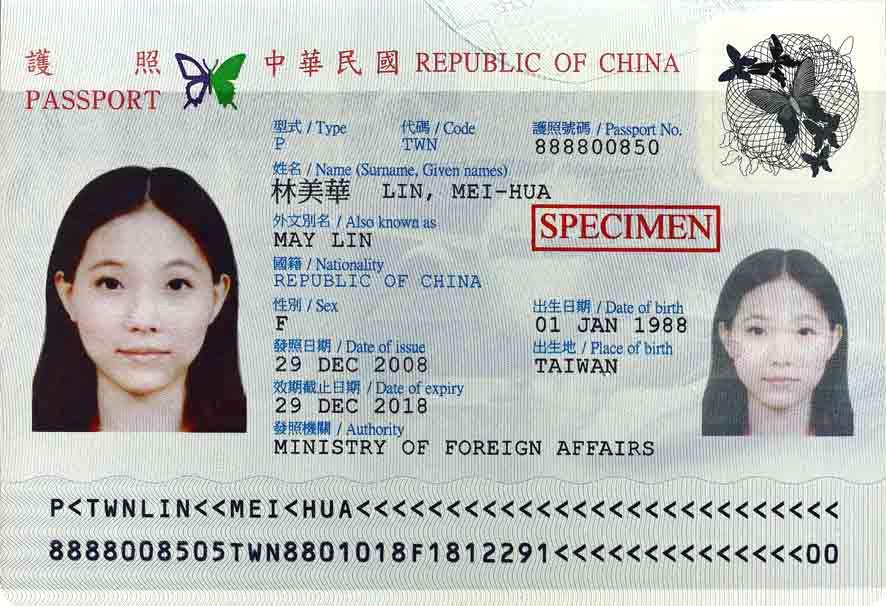
Le passeport ROC d'un ressortissant sans numéro d'enregistrement des ménages ne dispose pas d'un numéro de carte d'identité figurant sur ses pages de données dans les espaces vides étiqueté (1).

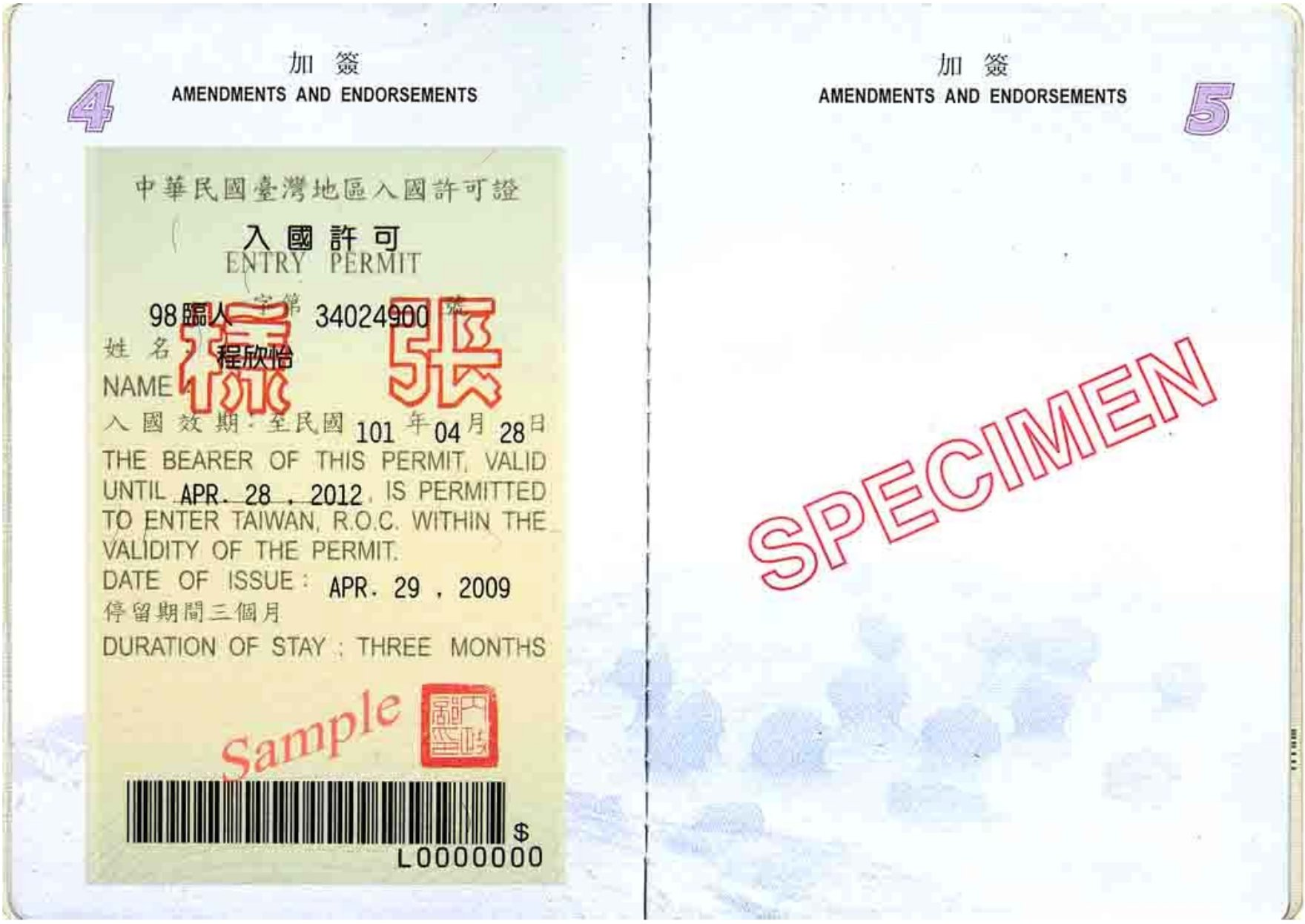
Un permis d'entrée pour les ressortissants d'outre-mer

Il existe environ 60 000 détenteurs d'un passeport NWOHRs (c'est-à-dire des Taïwanais sans droit de résidence), ce qui représente environ 0,5% du total des passeports en cours de validité. Les NWOHRs sont généralement des ressortissants étrangers sans enregistrement des ménages à Taiwan, et donc n'ont pas le droit de séjour à Taïwan, ni aux Penghu, Jinmen, Matsu et à d'autres îles de la région.

### Formulaire de demande
Les ressortissants vivant à l'étranger peuvent demander un passeport auprès de l'ambassade, du consulat ou du Bureau de représentation à proximité de leur pays.
La loi sur la citoyenneté de la république populaire de Chine adopte le principe de la jus sanguinis. L'ancêtre de la nationalité d'une personne peut être une preuve de la nationalité de la personne. Il y a différents types de documents pouvant le prouver.

### Exigences en matière de voyage et les limites
Contrairement aux résidents de Taïwan, les NWOHRs n'ont pas automatiquement le droit de séjour à Taïwan. Ils sont tenus de demander un permis d'entrée pour pénétrer à Taïwan avant leur voyage. La demande doit être présentée à l'ambassade, du consulat ou le Bureau de représentation de leur pays de résidence. Une fois que la demande est approuvée, un visa comme permis sera apposée sur la page de visa.
- Cette situation juridique est assez similaire à celle de certains sujets Britanniques, qui n'ont pas automatiquement le droit de séjour (en) au Royaume-Uni ou de tout autre Britannique, de dépendance ou de territoire.
- Aux États-Unis et dans de nombreux autres pays, les passeports taïwanais n'indiquant pas de numéro national (donc sans droit absolu d'entrer et/ou séjourner dans Taiwan) ne répondent pas à la définition d'un passeport en vertu de l'INA 101(a)(30). Par conséquent, les détenteurs de ces passeports sont considérés comme apatrides[14].

En raison de l'absence de droit de séjour, à la page 50 des passeports NWOHR, on peut lire ceci en chinois traditionnel:
本護照不適用部分國家之免簽證計劃.
Traduction: "Ce passeport n'est pas admissible pour l'exemption de visa pour les programmes de certains pays."
À la différence des passeports de résidents taïwanais, les passeports pour NWOHRs contiennent un tampon spécial qui indique le statut de non-résident, et exempte les détenteurs masculins de la conscription militaire.

### Admissibilité aux passeports de Taïwan

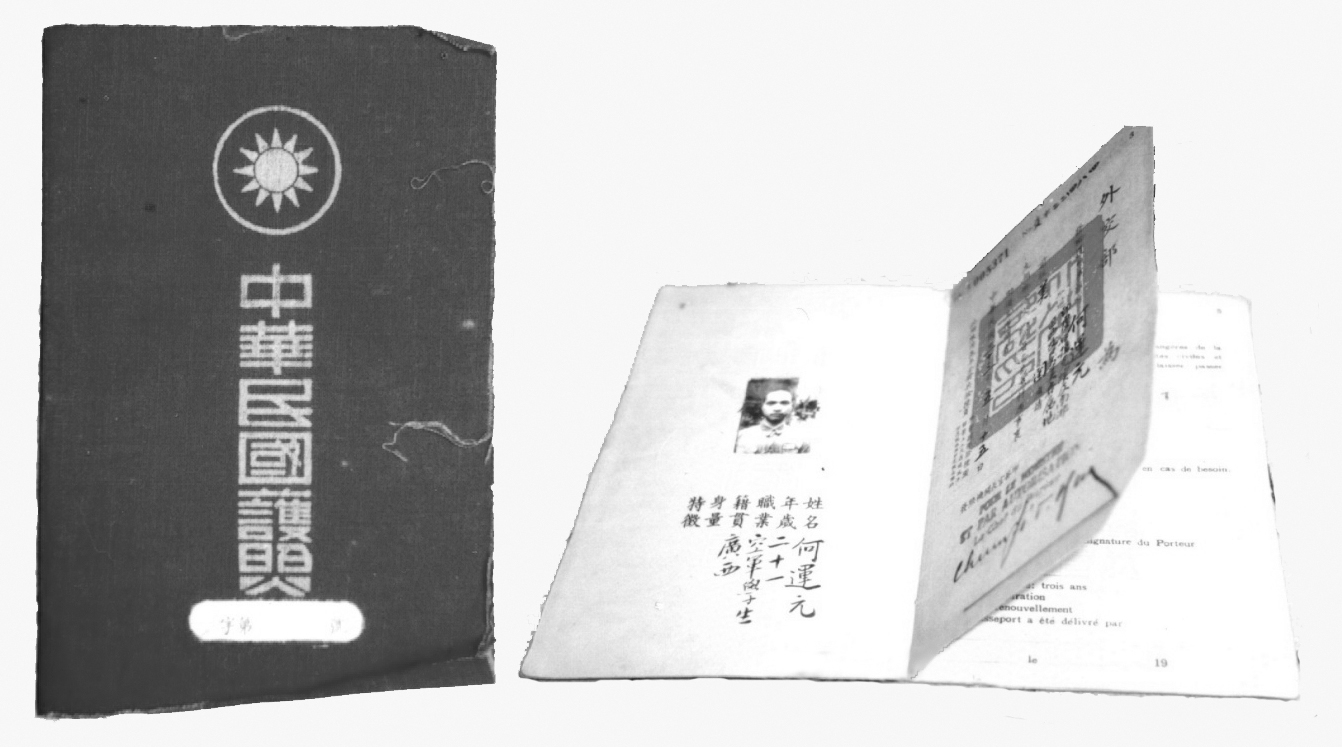
Passeport de la république de Chine délivré en 1946.

La R.O.C a été fondée en 1912, régissant la Chine Continentale. À la fin de la Seconde Guerre mondiale en 1945, la république de Chine a glissé vers Taïwan et a maintenu le contrôle de l'île depuis. À la fin de la Guerre Civile Chinoise en 1949, la ROC perdu son contrôle de la partie continentale de la Chine au profit du Parti Communiste Chinois, qui a établi la république populaire de Chine (RPC). Désormais, la ROC administre uniquement Taiwan et quelques îles au large de la partie Continentale de la côte. La ROC a défini constitutionnellement tout le territoire sous son contrôle comme la "Zone Libre" (ou la "Région de Taïwan") et le territoire en dehors de Taiwan de la Zone comme le "Continent". La Constitution de la ROC permet au gouvernement de faire des lois pour une région du pays sans affecter l'autre zone.[réf. nécessaire].
Toutefois, les résidents permanents dans la Zone Continentale, à Hong Kong ou à Macao ne sont généralement pas admissibles à l'obtention d'un passeport taïwanais (Loi sur les Passeports, Article 6). Les candidats doivent normalement présenter une preuve de nationalité (Loi sur les passeports, règles d'application, article 4).
Comme le premier droit de la nationalité de la ROC était en vigueur du 5 février 1929 au 9 février 2000, seuls les hommes pouvaient transmettre leur nationalité à leur descendance ; toute personne qui est née le ou avant le 9 février 1980 avec une mère ROC et un père étranger n'est pas un ressortissant ROC, quel que soit leur lieu de naissance.
Il y a certaines exceptions à cette règle dans certains cas pour la première et la deuxième génération d'émigrés, mais, en général, il sera impossible d'obtenir un passeport ROC, sauf s'il est déjà titulaire de ROC ou a une preuve de nationalité taïwanaise d'un ancêtre.
En résumé, pour qu'une personne obtienne actuellement un passeport ROC, une des conditions suivantes doit normalement s'appliquer:
- La personne a d'abord obtenu la preuve de nationalité taÏwanaise avant 1949, lorsque le ROC contrôlait la Zone Continentale; ou
- La personne a d'abord obtenu un passeport ROC ou un Certificat de Chinois d'outre-mer avant le 1er juillet 1997, en tant que résident de Hong Kong, ou avant le 20 décembre 1999, en tant que résident de Macao; ou
- La personne a d'abord obtenu un passeport ROC avant 2002, comme Étranger né en Chine, sur la base des ethnies chinoises, avant la Loi sur les Passeports de l'Application de Règles ont été révisées afin de l'empêcher; ou
- La personne a obtenu un passeport ROC après avoir émigré à l'étranger à partir de la Zone Continentale [Loi sur les Passeports Règles d'Application, l'Article 18]; ou
- La personne a obtenu un passeport ROC après avoir émigré à l'étranger en provenance de Hong Kong ou de Macao, tout en ne détenant un passeport étranger autre qu'un BN(S) passeport [Loi sur les Passeports Règles d'Application, l'Article 19], ou après être né à l'étranger d'un parent qui a émigré; ou
- La personne a un ancêtre dans l'une des catégories précédentes (c'est-à-dire un ancêtre qui a effectivement obtenu le document ROC, plutôt que simplement avoir le droit de le faire), et la chaîne de descendance est par le biais de la ligne masculine exclusive jusque dans les années 1980.

L'intérieur du passeport est écrit en caractères traditionnels chinois et en anglais. Jusqu'au milieu des années 1990, le passeport contenait également une entrée pour l'ascendance provinciale (籍貫), en mentionnant la province et comté de la maison ancestrale, mais ce champ a été supprimé. Cependant, la province chinoise ou le pays de naissance est toujours répertorié dans le champ si le titulaire du passeport est né dans la partie Continentale de la Chine ou de Taïwan.

## Limitation à l'usage
Même si Taïwan entretient des relations officielles avec seulement 22 pays, le passeport de la ROC est paradoxalement beaucoup mieux accepté qu'un passeport de la Chine continentale. Bien que les Taïwanais puissent obtenir un visa dans 137 pays, certains pays, en vertu de leurs positions sur le statut politique de Taïwan, peuvent refuser de viser ou tamponner directement un passeport ROC. Le tableau ci-dessous répertorie uniquement les pays ou territoires ayant explicitement indiqué que le passeport ROC n'est pas accepté:
| Pays ou région       | Restrictions |
| -------------------- | --- |
| Chine (continentale) | Les passeports ROC sont refusés. Les nationaux ROC avec droit d'habitation doivent obtenir un permis spécial. Les nationaux non-ROC doivent avoir un passeport de la république populaire de Chine.                    |
| Géorgie              | Les nationaux ROC ne sont tout simplement pas acceptés. |
| Hong Kong            | Les nationaux ROC avec droit de séjour doivent entrer avec leur permis de voyage spécial ou faire une demande en ligne. Pour les nationaux sans droit de séjour, un document de voyage chinois continental est requis. |
| Jamaïque             | Les passeports ROC ne sont pas reconnus. Le détenteur doit avoir un affidavit d'identité émis par la Jamaïque. |
| Maurice              | Les passeports ROC ne sont pas reconnus. Le détenteur doit avoir un permis d'entrée avant le voyage. |

## Controverse sur l'autocollant «république de Taïwan»
En 2015, un militant pro-indépendance, Denis Chen, a conçu un autocollant « Taiwan Passeport » dans un certain esprit de nationalisme et par volonté de se distinguer de la Chine.
Néanmoins, modifier son passeport d'une telle manière peut créer des problèmes à son porteur lors des voyages internationaux, jusqu'au refus d'entrée sur un territoire.